# فرودگاه باروون هدز
فرودگاه باروون هدز (به انگلیسی: Barwon Heads Airport) یک فرودگاه همگانی است که یک باند فرود شن دارد و طول باند آن ۷۶۲ متر است. این فرودگاه در کشور استرالیا قرار دارد و در ارتفاع ۱۵ متری از سطح دریا واقع شده‌است.